# Stictoptera timesoides
Stictoptera timesoides är en fjärilsart som beskrevs av Embrik Strand 1917. Stictoptera timesoides ingår i släktet Stictoptera och familjen nattflyn. Inga underarter finns listade i Catalogue of Life.